# Batalha de Vacacai
A batalha de Vacacai foi travada em 13 de fevereiro de 1827 entre as tropas das Províncias Unidas do Rio da Prata comandadas por Juan Lavalle e as do Império do Brasil comandadas por Bento Manuel Ribeiro, durante a Guerra da Cisplatina.
Hernâni Dorato assim descreve o enfrentamento:
| “ | Junto ao arroio, choque entre o esquadrão do ten. Marcelino Ferraz do Amaral, 70 milicianos e força argentina de 100 soldados que deixa no local 20 e dois oficiais mortos. Em meio à perseguição, Marcelino e sua gente foram supreendidos pela chegada de 700 cavaleiros do cel. Lavalle. Fazendo volta-cara, o tenente recua para junto do seu chefe, maj. Gabriel Gomes Lisboa, o qual, com 200 cavaleiros, continua a retirada, seguido por Lavalle. Quando os brasileiros se incorporam a Bento Manoel Ribeiro e este, com efetivo ponderável, prepara-se para combater, Lavalle retrocede. Na Argentina, a jornada de Vacacaí foi aclamada como grande vitória. | ” |